# Fred Hansen
Frederick Morgan (Fred) Hansen (Cuero, 29 december 1940) is een Amerikaans atleet van Deense afkomst. In de eerste helft van de jaren zestig was hij als polsstokhoogspringer succesvol. Hij verbeterde tweemaal het wereldrecord en won olympisch goud op deze discipline.

## Biografie
In 1963 verbeterde hij zijn persoonlijk record tot 4,90 m en lag hiermee achter John Pennel en Brian Sternberg. In het olympisch jaar 1964 evenaarde hij met 5,20 m het wereldrecord dat in handen was van John Pennel. Kort hierna verbeterde hij het wereldrecord via 5,23 m naar 5,28 m.
Als wereldrecordhouder op de Olympische Spelen van 1964 in Tokio maakte hij zijn favorietenrol waar door een gouden medaille te winnen bij het polsstokhoogspringen. Met een beste poging van 5,10 m verbeterde hij het olympisch record met 40 cm en versloeg de Duitsers Wolfgang Reinhardt (zilver; 5,05) en Klaus Lehnertz (brons; 5,00).
Na zijn olympische overwinning beëindigde hij zijn sportcarrière en legde zich toe op een studie tandheelkunde. Hij woont in Houston. Hij deed ook aan golf en nam in 1980 deel aan het Amerikaans amateurkampioenschap golf.

## Titels
- Olympisch kampioen polsstokhoogspringen - 1964
- Amerikaans kampioen polsstokhoogspringen - 1964

## Wereldrecords
| Hoogte (m) | Datum      | Plaats      | Extra     |
| ---------- | ---------- | ----------- | --------- |
| 5,20       | 05.06.1964 | Houston     | Evenaring |
| 5,23       | 13.06.1964 | San Diego   |           |
| 5,28       | 25.07.1964 | Los Angeles |           |

## Palmares

### Polsstokhoogspringen
- 1964:  OS - 5,10 m

1896: Welles Hoyt ·
1900: Irving Baxter ·
1904: Charles Dvorak ·
1908: Edward Cook & Alfred Gilbert ·
1912: Harry Babcock ·
1920: Frank Foss ·
1924: Lee Barnes ·
1928: Sabin Carr ·
1932: Bill Miller ·
1936: Earle Meadows ·
1948: Guinn Smith ·
1952: Bob Richards ·
1956: Bob Richards ·
1960: Don Bragg ·
1964: Fred Hansen ·
1968: Bob Seagren ·
1972: Wolfgang Nordwig ·
1976: Tadeusz Ślusarski ·
1980: Władysław Kozakiewicz ·
1984: Pierre Quinon ·
1988: Serhij Boebka ·
1992: Maksim Tarasov ·
1996: Jean Galfione ·
2000: Nick Hysong ·
2004: Tim Mack ·
2008: Steven Hooker ·
2012: Renaud Lavillenie ·
2016: Thiago Braz da Silva ·
2020: Armand Duplantis ·
2024: Armand Duplantis